# Арарангуа (микрорегион)

Арарангуа на карте.

Арарангуа (порт. Microrregião de Araranguá) — микрорегион в Бразилии, входит в штат Санта-Катарина. Составная часть мезорегиона Юг штата Санта-Катарина. 
Население составляет 	180 808	 человек (на 2010 год). Площадь — 	2 969,442	 км². Плотность населения — 	60,89	 чел./км².

## Демография
Согласно сведениям, собранным в ходе переписи 2010 г. Национальным институтом географии и статистики (IBGE), население микрорегиона составляет:						
| Полное население                             | Полное население                             | Полное население                             | Полное население                             | 180 808 |
| -------------------------------------------- | -------------------------------------------- | -------------------------------------------- | -------------------------------------------- | ------- |
| в том числе:                                 | Городское население                          | 125 579                                      | Процент городского населения, %              | 69,45   |
|                                              | Сельское население                           | 55 229                                       | Процент сельского населения, %               | 30,55   |
|                                              | Мужское население                            | 89 725                                       | Процент мужского населения, %                | 49,62   |
|                                              | Женское население                            | 91 083                                       | Процент женского населения, %                | 50,38   |
| Плотность населения, чел/км²                 | Плотность населения, чел/км²                 | Плотность населения, чел/км²                 | Плотность населения, чел/км²                 | 60,89   |
| Население микрорегиона в % к населению штата | Население микрорегиона в % к населению штата | Население микрорегиона в % к населению штата | Население микрорегиона в % к населению штата | 2,89    |

## Статистика
- Валовой внутренний продукт на 2003 составляет 1 339 369 326,00 реалов (данные: Бразильский институт географии и статистики).
- Валовой внутренний продукт на душу населения на 2003 составляет 7881,29 реалов (данные: Бразильский институт географии и статистики).
- Индекс развития человеческого потенциала на 2000 составляет 0,797 (данные: Программа развития ООН).

## Состав микрорегиона
В составе микрорегиона включены следующие муниципалитеты:
1. Арарангуа
2. Балнеариу-Аррою-ду-Силва
3. Балнеариу-Гайвота
4. Эрму
5. Жасинту-Машаду
6. Маракажа
7. Мелейру
8. Морру-Гранди
9. Пасу-ди-Торрис
10. Прая-Гранди
11. Санта-Роза-ду-Сул
12. Сомбриу
13. Сан-Жуан-ду-Сул
14. Тимбе-ду-Сул
15. Турву